# Bassek diamentowy
Bassek diamentowy (Enneacanthus gloriosus) – gatunek ryby z rodziny bassowatych (Centrarchidae), opisywany wcześniej pod nazwami okończyk diamentowy i okoń diamentowy.

## Występowanie
Wschodnie wybrzeże USA od stanów Nowy Jork i Pensylwania na północ po dolny bieg rzeki Tombigbee w stanie Alabama i na południe po Florydę.
Żyje w zarośniętych jeziorach, stawach i spokojnych piaszczysto-mulistych zakątkach małych i średnich rzek. Preferuje wody o temperaturze 10–22 °C i pH 7–7,5.

## Cechy morfologiczne
Osiąga 7 cm (maksymalnie 9,5 cm) długości.